# 戲謔小金星介
戲謔小金星介（学名：Microcypris sheyao）为金星介科小金星介屬下的一个种。